# Cornelis Frederickszn
Cornelis Frederickszn ook Cornelis Frederickszn van der Goude (16e eeuw) was een Nederlandse bouwmeester.

## Werk
In 1523 was Cornelis Frederickszn betrokken bij de bouw van de kerk van Hoornaar. Ook bij de bouw van de toren van deze kerk, dertig later, was hij als bouwmeester betrokken. In 1531 adviseerde hij bij werkzaamheden aan de Bartholomeüskerk in Schoonhoven en bij de herbouw van een kerktoren in Culemborg. In 1532 was hij mogelijk de opvolger van Jacob van Aaken bij de bouw van de Oldehove, een kerktoren in Leeuwarden. Van Aken liet een bouwwerk achter dat half af was maar desondanks al ernstig omhelde. Toen Cornelis Frederickszn het werk overnam kreeg hij net als Van Aaken gedurende de bouw van de toren een huis en elk jaar een stel nieuwe kleren. Daarbovenop kreeg hij salarisverhoging: waar Jacob van Aaken nog 8 stuivers per dag verdiende, kreeg Cornelis 10 stuivers. Hij kreeg de opdracht mee de koers van Van Aaken te blijven volgen, dat wil zeggen: gewoon doorbouwen al verzakt de toren. Lang bleef dit niet goed gaan en na één jaar werd de bouw alsnog stilgelegd. In 1544 werd hij ingeschakeld bij de herbouw van de kerk van Vianen na de brand van 1540. In 1550 werkte hij aan onder meer aan de bouw van de bovenste delen van de toren van de Sint-Laurenskerk in Rotterdam. In 1552 kreeg hij de opdracht van de vroedschap van Gouda en van de kerkmeesters van de Sint-Janskerk te Gouda om deze kerk, nadat die door brand grotendeels was verwoest, te herbouwen. Hij woonde in de periode in Gouda. Met de bouw verdiende hij 22 ponden vlaams en 10 schellingen per jaar. Hij was verplicht om twee uur voor de middag en twee uur na de middag aanwezig te zijn op de bouwplaats. In dezelfde periode had hij ook de leiding over de verbouwing van het Regulierenklooster aan de Raam te Gouda. In 1560 werkte hij aan de Sint-Maartenskerk in Tiel.
Behalve bij de bouw van kerken was Cornelis Frederickszn ook betrokken bij de bouw van sluizen. Voorbeelden van dit soort werkzaamheden zijn bijvoorbeeld de bouw van een stenen sluis, de Oosterse Sluis, bij Halfweg en de Maaslandersluis bij Vlaardingen.